# Alfred Nijhuis
Alfred Nijhuis (Utrecht, 23 marzo 1966) è un allenatore di calcio ed ex calciatore olandese, di ruolo difensore.